# Luxemburg a 2000. évi nyári olimpiai játékokon
Luxemburg az ausztráliai Sydneyben megrendezett 2000. évi nyári olimpiai játékok egyik részt vevő nemzete volt. Az országot az olimpián 4 sportágban 7 sportoló képviselte, akik érmet nem szereztek.

## Asztalitenisz
Női
| Versenyző                     | Versenyszám | Selejtező         | Csoportkör        | Csoportkör | 32-es főtábla                                            | Nyolcaddöntő                                                                    | Negyeddöntő       | Elődöntő          | Döntő             | Helyezés |
| Versenyző                     | Versenyszám | Ellenfél Eredmény | Ellenfél Eredmény | Hely.      | Ellenfél Eredmény                                        | Ellenfél Eredmény                                                               | Ellenfél Eredmény | Ellenfél Eredmény | Ellenfél Eredmény | Helyezés |
| ----------------------------- | ----------- | ----------------- | ----------------- | ---------- | -------------------------------------------------------- | ------------------------------------------------------------------------------- | ----------------- | ----------------- | ----------------- | -------- |
| Xia Lian Ni                   | Egyes       |                   | erőnyerő          | erőnyerő   | Bátorfi Csilla (HUN) · 24-22, 21-10, 19-21, 21-23, 21-14 | Li Ju (CHN) · 15-21, 11-21, 15-21                                               | kiesett           | kiesett           | kiesett           | 17.      |
| Peggy Regenwetter Xia Lian Ni | Páros       | erőnyerő          | erőnyerő          | erőnyerő   |                                                          | Ausztrália (AUS) · Miao Miao · Shirley Zhou · 21-16, 13-21, 21-19, 18-21, 13-21 | kiesett           | kiesett           | kiesett           | 9.       |

## Tenisz
Női
| Versenyző   | Versenyszám | 64-es főtábla               | 32-es főtábla                        | Nyolcaddöntő      | Negyeddöntő       | Elődöntő          | Bronz- mérkőzés   | Döntő             | Helyezés |
| Versenyző   | Versenyszám | Ellenfél Eredmény           | Ellenfél Eredmény                    | Ellenfél Eredmény | Ellenfél Eredmény | Ellenfél Eredmény | Ellenfél Eredmény | Ellenfél Eredmény | Helyezés |
| ----------- | ----------- | --------------------------- | ------------------------------------ | ----------------- | ----------------- | ----------------- | ----------------- | ----------------- | -------- |
| Anne Kremer | Egyes       | Iva Majoli (CRO) · 6-2, 6-4 | Amanda Coetzer (RSA) · 6-4, 3-6, 4-6 | kiesett           | kiesett           | kiesett           | kiesett           | kiesett           | 17.      |

## Triatlon
| Versenyző         | Versenyszám | 1,5 km úszás | Depózás 1 | 40 km kerékpározás | Depózás 2 | 10 km futás | Összesítés | Összesítés |
| Versenyző         | Versenyszám | Idő          | Idő       | Idő                | Idő       | Idő         | Idő        | Helyezés   |
| ----------------- | ----------- | ------------ | --------- | ------------------ | --------- | ----------- | ---------- | ---------- |
| Nancy Arendt-Kemp | Női         | 19:15,18     | 27,60     | 1:05:17,00         | 26,30     | 37:48,86    | 2:03:14,94 | 10.        |

## Úszás
Férfi
| Versenyző      | Versenyszám    | Előfutam | Előfutam | Előfutam | Elődöntő | Elődöntő | Elődöntő | Döntő   | Döntő    |
| Versenyző      | Versenyszám    | Idő      | Hely.    | Össz.    | Idő      | Hely.    | Össz.    | Idő     | Helyezés |
| -------------- | -------------- | -------- | -------- | -------- | -------- | -------- | -------- | ------- | -------- |
| Alwin de Prins | 100 m mell     | 1:04,37  | 3.       | 39.      | kiesett  | kiesett  | kiesett  | kiesett | kiesett  |
| Luc Decker     | 100 m pillangó | 56,10    | 4.       | 47.      | kiesett  | kiesett  | kiesett  | kiesett | kiesett  |
| Lara Heinz     | 50 m gyors     | 26,55    | 5.       | 34.      | kiesett  | kiesett  | kiesett  | kiesett | kiesett  |
| Lara Heinz     | 100 m gyors    | 58,55    | 4.       | 37.      | kiesett  | kiesett  | kiesett  | kiesett | kiesett  |